# Бакуви, Сейид Яхья
Сейид Яхья Джалаледдин Бакуви — средневековый учёный, мыслитель, философ-богослов, астролог.

## Биография
Сейид Яхья родился около 1410 года (по сообщению сайта ЮНЕСКО — в 90-х годах XIV века) в богатой семье в Шемахе (Ширван). В молодости увлекался суфизмом, был приверженцем учения знаменитого шейха Садр ад-Дина ал Халвати, главы ширванской ветви тариката. После смерти шейха, поссорившись с учеником Пири-заде из-за того, кому из них возглавить тарикат халвати, Сейид Яхья покинул Шемаху и уехал в Баку. Здесь он поселился при дворе ширваншаха Халил-уллы I, где пользовался большой популярностью как философ, учёный и придворный астролог. Вскоре число его последователей (в том числе и в странах Ближнего Востока) превысило десять тысяч человек. Скончался Бакуви, согласно Азербайджанской советской энциклопедии в 1462 году, согласно сайту ЮНЕСКО — в 1463.

### Детство и юность
Сейед Яхья провел свое детство в Шамахе, рядом со своей семьей. У нас есть только информация о его детстве, которая упоминается в источниках. Из этих источников следует, что он родился в богатой и влиятельной семье. То, что он был сейидом в своей семье, гарантировало, что его будут уважать и любить в его окружении. Помимо всего этого, он с ранних лет своим нравом и воспитанием оказывал положительное влияние на людей.
Нет сомнения, что С. Яхья получил прекрасное образование. Тот факт, что он написал большинство своих работ на арабском и персидском языках, показывает, что он свободно владеет этими двумя языками. Его работы создают впечатление, что он глубоко знаком со многими областями науки, связанными с исламской религией. Хотя сведений о том, когда он покинул Шамаху, нет, предполагается, что он получил образование в родном городе.
Информацию о том, кем были его учителя, он дал в своем труде «Шафаул-асрар». Среди упомянутых здесь имен известно, что он изучал юриспруденцию у шейха Шамсуддина Ахискети, которого называл «моим учителем», арабский язык, красноречие и риторику у Мауланы Хафизуддина аль-Гардари, хадисы и юриспруденцию у Мауланы Таджуддина, которого называл « мой учитель и документ», акаид и калам из Кутбуддина ас-Сараби.

### Бакинский период
С. Яхья прожил в Баку более сорока лет. Если мы посмотрим на его деятельность в Баку, то станет ясно, что этот период указан в источниках правильно. Другой информации об обратном нет. В данном случае делается вывод, что С. Яхья приехал в Баку в 20-е годы XV века. Событием, побудившим его отправиться в Баку, стали разногласия между ним и Пирзаде по вопросу о шейхстве после смерти шейха Садреддина. Перед смертью шейха Садреддина он собрал своих последователей и назначил на его место Сайида Яхью и велел им подчиняться ему. Однако после смерти шейха трон вместо него занял Пирзаде, а С. Яхья переехал в Баку.
Когда С. Яхья переехал в Баку, Ширваншахом I был Халилулла-хан. Приехав в Баку, он с помощью Ширваншаха I Халилулла-хана I открыл здесь первый большой монастырь для уединения. Из мечети и других построек, построенных Ширваншахом вокруг могилы Сеида Яхья, можно понять, что Ширваншах I Халилуллах-хан помогал в строительстве ханги в Баку. В источниках упоминается, что Ширваншах Халилулла I оказал ему большую помощь и уважение.
Одним из признаков хороших отношений между Ширваншахом I и Халилулла-ханом является посвящение С.Ягяном Кашфуль-гулуба Ширваншаху. Таким образом, произведение начинается такими утверждениями: «Причиной написания сего трактата является эмир справедливости, почетнейший из всех султанов в мире, продолжатель правления ал-Маликула Манна, тезка Халилур-рахмана , Султан ибн Султан Амир Халилулла (с милостью Всемогущего Бога, распространенной на весь мир, и те, кто в мире, да возвысит его на высочайшее положение) я написал с безопасностью и безопасностью, которые я нашел благодаря умеренности его государства, который увеличивается день ото дня (Амирул-адиль, Азам, Акрам, Хуласатус-салатин фил-алам, аль-Муайяд, аль-Маликул-Мааннан, Халилур-рахман, написанный от имени Султана ибни Султана, Амира Халиуллаха халладаллаху таала сарадика азаматаху ва джалалулху».
Сейид Яхья, молясь Богу о даровании долгой жизни его ученикам, сказал: «Молитесь за Халил-бея, потому что моя жизнь — это его жизнь». Действительно, С. Яхья также умер через девять месяцев после смерти Ширваншаха  Халилулла-хана I.

Количество детей С.Яхьи в источниках чётко не указывается. Однако из сведений в источниках известно, что у него трое сыновей. М. Назми сообщает, что старшего сына С. Яхьи зовут Фетхуллах и что после смерти отца он восседал вместо него в Баку в поклоне. Фетхулла умер, прослужив шейхом в течение одного года после своего отца, и был похоронен рядом с отцом.
Из табличной надписи в Ламазате видно, что среднего сына звали Амир Гулла.
Именно Хасан Крими дал информацию о третьем сыне шейха. Он говорит, что младшего сына С.Ягьяна зовут Насрулла, что он был приглашен в Крым крымским ханом, и что он принял это приглашение и отправился в Крым. Насрулла служил шейхом в таких, данных ему здесь. Он также работал накибул-эшраби Крымского ханства. Затворничество распространилось через него в Крыму и его окрестностях. Потомки шейха Насруллы оставались в Крыму до XVII века.

### Смерть
С. Яхья умер в Баку. Даты его смерти называются разные. Так, в трудах Нафахатус-унса, Шагайыга и Тохфатул-муджахида две даты приводятся как 868 или 869 год. Хулви и Ахмед Хилми указывают дату 869 года, а С. Видждани и М.А. , в большинстве источников указывается, что С. Яхья умер через 9 месяцев после смерти Ширваншаха Халилуллы I. Видный исследователь государства Ширваншахов Сара Ашурбейли пишет на основании Абдуррахмана Джалалуддина ас-Суюти и Мухаммада ибн Ахмада ибн Ильяса: «Дата смерти Ширваншаха I Халилуллаха упоминается в труде египетского историка Абдуррахмана Джалалуддина ас-Суюти. (1445-1505) «Назм ал-укбан фи ийан»: «Правитель Ширвана Халил ибн Мухаммад ад-Дарбанди был судьей Шамахи, уважаемым, верным, достойным и справедливым среди правителей. Он последний из великих мусульманских правителей. Он правил Ширваном и Шемахой почти пятьдесят лет и умер в 869 г. (3 сентября 1464 г. – 23 августа 1465 г.). Ему было около ста лет. Нумизматические данные также подтверждают эту дату. Первые монеты, отчеканенные его сыном Ширваншахом Фаррухом Ясаром, относятся к 869/1465 году.
Принимая во внимание, что Ширваншах Халилулла I умер в 1465 г., М. Рихтим отмечает, что смерть шейха, скорее всего, произошла в месяц Рамадан 870 г. (17.04.1466–17.05.1466).
Хулви, который разбирался в путешествии Челеби Халифы в Баку, сообщает информацию о церемонии похорон Сейида Яхьи. Челеби Халифа отправился из Эрзинджана, чтобы увидеться с ним, но, приехав в Баку, увидел, что люди группами идут в одном направлении. Когда ему стало любопытно, и он спросил о причине: «У нас был совершенный муршид по имени Сейид Яхья. Он умер сегодня. Мы собираемся исполнить перед ним наш последний долг». - получил ответ. Он был очень опечален этой новостью и, совершив погребальную молитву с прихожанами, в ту ночь отправился в могилу оплакивать.

### Труды Бакуви
До наших дней сохранилось 18 трудов Сейида Яхьи Бакуви. Труды Бакуви посвящены в основном онтологии, вопросам этики, обучению Батинийе. Хранятся они в городах Турции: Стамбул (библиотека «Мурадия»), Конья, Маниса.
Сейид Яхья написал философские трактаты «Шарх-и Гюльшани-раз» («Комментарии к цветнику тайн»), «Асрар ат-Талибин» («Тайны искателей истины») «Символика знаков», «Комментарии к династии Саманидов», «Тайны духов» и другие, проникнутые религиозно-мистическими идеями, которые являются ценными источниками в области изучения философии, астрономии и математики.
Количество и перечень религиозных и суфийских сочинений Сейида Яхьи не приводится ни в одном источнике. За исключением «Вирду-Саттар» и «Асрарут-Талиб», в источниках не упоминается содержание других произведений. Сейид Яхья, известный своим превосходным образованием, писал свои прозаические произведения на турецком, арабском и персидском языках, а свои поэтические произведения - на персидском языке. Он использовал фамилию «Сейид» в своих стихах, написанных на этом языке. Мехмет Рыхтим обнаружил, что в библиотеках этих стран имеется более 100 рукописных копий произведений Сейида Яхьи во время его длительных исследований в библиотеках Турции и Азербайджана. В целом работы, связанные с наследием Сейида Яхьи, следующие:
1. Атварул-калб
2. Баянул-вяз (Чехель Маназил и Хафт Макам)
3. Асрарут-Талибин
4. Атварул-калб
5. Газалият
6. Кашфул-гулуб
7. Кисеи-Мансур
8. Китабул-вуду
9. Макарими-мораль
10. Манакиби-Амиралмоминин Али каррамаллаху вахаху
11. Маназилул-Ашикин
12. Маназилус-сабигин
13. Мейари-секта
14. Румузул-Ишарат (тафсир и перевод «Ихдинас сиартал мустаким»)
15. Рисалейи-Ма ла будда батинийа (Асрарул-вуду)
16. Рисала фи Салаватин-наби
17. Маратиби-асрари-гулуб
18. Суалати – Гульшани-асрар
19. Шарул-Асмаи-самания
20. Шафауль-асрар
21. Вирду-Саттар

Другие работы Сейида Яхьи упоминаются в различных источниках и каталогах. Это произведения «Элми-ладун», «Маназилул-арифин», «Асрарул-вахы», «Асрарул-гулуб», «Ганджиней асрар», «Китабул-усул». Мехмет Рихтим пишет, что «некоторые из них, вероятно, являются произведениями с разными названиями, потому что длительные исследования показали, что этих произведений не существует».
Богатство языка, литературных особенностей и содержания произведений Сейеда Яхьи, написанных во многих областях суфизма, также ценно с точки зрения демонстрации глубины авторского мышления. В то же время особое внимание привлекает его написание большого количества произведений в стихах и прозе. Потому что до тех пор среди шейхов Халвати не было никого, написавшего такое количество и разнообразие произведений.
Это показывает его языковое богатство и широту выражения. Одним из поразительных аспектов его произведений является богатство источников. В своих произведениях автор часто основывал темы на коранических аятах и хадисах пророка Мухаммеда. Это показывает глубину его знаний Корана и хадисов. С другой стороны, он извлек пользу из работ многих суфийских ученых, живших и писавших до него.

## Память
В комплексе Дворца Ширваншахов находится мавзолей Сейида Яхья Бакуви, построенный во второй половине XV века. Там же находится погребальный склеп учёного.
В 2013 году в рамках ЮНЕСКО была отмечена 550-летняя годовщина смерти Бакуви.